# Adesmia pampeana
Adesmia pampeana là một loài thực vật có hoa trong họ Đậu. Loài này được Speg. miêu tả khoa học đầu tiên.